# Glycine (genre)
Ne doit pas être confondu avec Wisteria.
Pour les articles homonymes, voir Glycine.
Genre
Classification phylogénétique

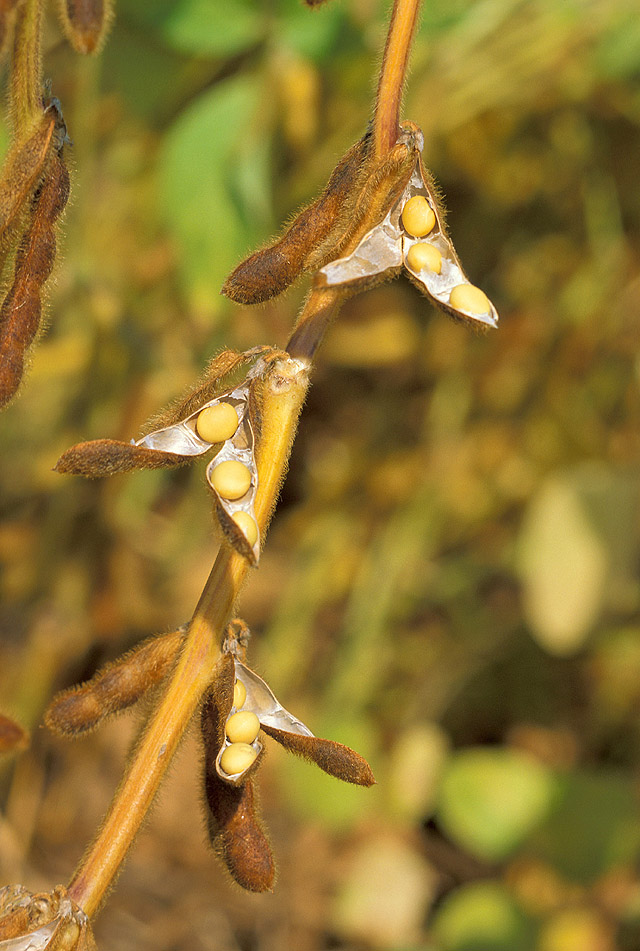
Gousses de soja (Glycine max (L.) Merr., 1917).

Glycine est un genre de plantes de la famille des Fabaceae. L'espèce la plus connue est le soja (Glycine max). Bien que la majorité des espèces poussent uniquement en Australie, l'aire d'origine du soja est l'est de l'Asie. Quelques espèces s'étendent de l'Australie vers l'Asie orientale (par exemple, G. tomentella et G. tabacina)
Les espèces de Glycine sont utilisées comme plantes alimentaires par les chenilles de certaines espèces de lépidoptères : celles d'Ectropis crepuscularia, Hadula trifolii et de la Noctuelle des moissons se nourrissent sur le soja.

## Espèces
- Glycine albicans Tindale & Craven
- Glycine aphyonota B.E.Pfeil
- Glycine arenaria Tindale
- Glycine argyrea Tindale
- Glycine canescens F.J.Herm.
- Glycine clandestina J.C.Wendl.
- Glycine curvata Tindale
- Glycine cyrtoloba Tindale
- Glycine falcata Benth.
- Glycine gracei B.E.Pfeil & Craven
- Glycine hirticaulis Tindale & Craven
- Glycine hirticaulis subsp. leptosa B.E.Pfeil
- Glycine lactovirens Tindale & Craven
- Glycine latifolia (Benth.) C.Newell  & Hymowitz
- Glycine latrobeana (Meissner) Benth.
- Glycine microphylla (Benth.) Tindale
- Glycine montis-douglas B.E.Pfeil & Craven
- Glycine peratosa B.E.Pfeil & Tindale
- Glycine pescadrensis Hayata
- Glycine pindanica Tindale & Craven
- Glycine pullenii B.E.Pfeil, Tindale & Craven
- Glycine rubiginosa Tindale & B.E.Pfeil
- Glycine stenophita B.E.Pfeil & Tindale
- Glycine syndetika B.E.Pfeil & Craven
- Glycine tabacina (Labill.) Benth.
- Glycine tomentella Hayata

## Liste d'espèces
Selon NCBI (18 janv. 2011) :
- Glycine albicans
- Glycine aphyonota
- Glycine arenaria
- Glycine argyrea
- Glycine canescens
- Glycine clandestina
- Glycine curvata
- Glycine cyrtoloba
- Glycine dolichocarpa
- Glycine falcata
- Glycine gracei
- Glycine hirticaulis
- Glycine lactovirens
- Glycine latifolia
- Glycine latrobeana
- Glycine max
- Glycine microphylla
- Glycine peratosa
- Glycine pindanica
- Glycine pullenii
- Glycine rubiginosa
- Glycine soja
- Glycine stenophita
- Glycine syndetika
- Glycine tabacina
- Glycine aff. tabacina
- Glycine tomentella
- Glycine sp. G1077
- Glycine sp. G1459
- Glycine sp. G1545
- Glycine sp. G1580
- Glycine sp. G1827
- Glycine sp. G2035
- Glycine sp. G2138
- Glycine sp. G2139
- Glycine sp. G2253
- Glycine sp. G2344